# گیبون دست‌سفید
گیبون سفیددست (نام علمی: Hylobates lar) نام یک گونه از سرده هیلوبات است. گیبون‌هایی که در باغ وحش‌ها دیده می‌شوند بیشتر از گونه گیبون سفیددست هستند.

## زیرگونه‌ها
- Malaysian lar gibbon, Hylobates lar lar
- Carpenter's lar gibbon, H. l. carpenteri
- Central lar gibbon, H. l. entelloides
- گیبون سفیددست سوماترایی, H. l. vestitus
- گیبون سفیددست یون‌نان, H. l. yunnanensis (possibly extinct)